# (6979) Shigefumi
(6979) Shigefumi ist ein Asteroid des Hauptgürtels, der am 12. September 1993 von den japanischen Amateurastronomen Kin Endate und Kazurō Watanabe am Kitami-Observatorium (IAU-Code 400) auf Hokkaidō entdeckt wurde.
Der Asteroid wurde am 8. August 1998 nach dem japanischen Mathematiker Shigefumi Mori (* 1951) benannt, der 1990 mit der Fields-Medaille ausgezeichnet wurde, unter anderem für den Beweis der Hartshorne-Vermutung.